# Joe Jenkins
Joe Jenkins (* 13. Oktober 2003) ist ein englischer Rugby-Union-Spieler. Er spielt auf der Position des Innendreiviertels für die Bristol Bears.